# Суходол (Тульская область)
Суходол — посёлок станции в Тульской области России. В рамках административно-территориального устройства является центром Суходольского сельского округа Алексинского района. В рамках организации местного самоуправления входит в состав муниципального образования город Алексин.

## География
Посёлок находится в северо-западной части Тульской области, в пределах северо-восточного склона Среднерусской возвышенности, в подзоне широколиственных лесов, на расстоянии примерно 18 километров (по прямой) к юго-востоку от города Алексина, административного центра округа.
Климат
Климат характеризуется как умеренно континентальный, с ярко выраженными сезонами года. Средняя температура воздуха летнего периода — 16 — 20 °C (абсолютный максимум — 38 °С); зимнего периода — −5 — −12 °C (абсолютный минимум — −46 °С). Снежный покров держится в среднем 130—145 дней в году. Среднегодовое количество осадков — 650—730 мм.

## Население
| 2002 | 2010 |
| ---- | ---- |
| 140  | ↘125 |

Национальный состав
Согласно результатам переписи 2002 года, в национальной структуре населения русские составляли 96 % из 140 чел.